# Rhyscotoides moandae
Rhyscotoides moandae är en kräftdjursart som först beskrevs av Arcangeli 1950.  Rhyscotoides moandae ingår i släktet Rhyscotoides och familjen Rhyscotidae. Inga underarter finns listade i Catalogue of Life.